# Dramane Dembelé
Dramane Dembélé – malijski piłkarz grający na pozycji obrońcy. W swojej karierze rozegrał 5 meczów w reprezentacji Mali.

## Kariera klubowa
W swojej karierze piłkarskiej Dembélé grał w klubie Djoliba AC.

## Kariera reprezentacyjna
W reprezentacji Mali Dembélé zadebiutował 13 listopada 1988 roku w przegranym 0:7 towarzyskim meczu z Algierią, rozegranym w Algierze. W 1994 roku został powołany do kadry na Puchar Narodów Afryki 1994. Na tym turnieju nie rozegrał żadnego meczu. Z Mali zajął 4. miejsce. Od 1988 do 1994 rozegrał w kadrze narodowej 5 meczów.